# 裁判法院 (英格蘭及威爾斯)
裁判司署（英語：Magistrates' Court），又譯作裁判法院，是英國式法律制度之下的最初級的刑事法院，負責裁判較輕微的罪行；其審判長稱為「裁判司」（又譯「裁判官」），與其他法院的法官不同, 不一定是律師。